# Chiesa di Sant'Elena (Roma)
La chiesa di Sant'Elena è un luogo di culto cattolico di Roma, situato lungo il tratto urbano della via Casilina, nel quartiere Prenestino-Labicano; su di esso insistono l'omonima parrocchia, retta dal clero diocesano, e il titolo cardinalizio di "Sant'Elena fuori Porta Prenestina".

## Storia
La chiesa fu voluta da Pio X a ricordo del XVI centenario dell'editto di Milano del 313, quando gli imperatori romani Costantino I e Licinio riconobbero la religione cristiana come religione lecita e legittima all'interno dell'impero; e fu dedicata alla madre di Costantino, Elena. Venne scelta l'area già detta quarto di Sant'Elena, ove nel XIV secolo sorgeva una vigna di proprietà del monastero di Santa Maria Nova, venduta nel 1424 al capitolo lateranense. La chiesa venne costruita su progetto dell'architetto Giuseppe Palombi, tra il 1913 ed il 1914; fu aperta al culto il 2 aprile 1914 e consacrata il 17 settembre 1916.
Fu eretta a parrocchia il 19 marzo 1914 da papa Pio X, con la costituzione apostolica "Quod iam pridem", ricevendo i titoli ed i redditi della soppressa parrocchia dei Santi Quirico e Giulitta al Foro di Augusto. La parrocchia è stata retta quasi fin dalla sua fondazione dall'ordine religioso degli Oblati di Maria Vergine; dal 2003 è tornata al clero diocesano di Roma. Dal 1985 ha assunto il titolo cardinalizio di "Sant'Elena fuori Porta Prenestina".
Sul muro di cinta ferroviario, all'altezza della discesa di via del Mandrione sulla via Casilina, è posta una croce di travertino a ricordo del parroco Raffaele Melis, colpito dal secondo bombardamento anglo-americano sulla città di Roma del 13 agosto 1943, che colpì il trenino, pieno di rimpatriati dall'Africa, dell'allora ferrovia Roma-Fiuggi-Alatri-Frosinone, mentre soccorreva i feriti.
Nel 1945 la chiesa ospitò le riprese di "Roma città aperta", di Roberto Rossellini. Nel film la facciata e il cortile interno appaiono in molte scene con don Pietro, il protagonista interpretato da Aldo Fabrizi (l'interno, invece, è quello della chiesa trasteverina di Santa Maria dell'Orto).
Il 19 marzo 2014 la comunità parrocchiale ha solennemente celebrato il suo primo centenario.

## Descrizione
La facciata della chiesa, recintata da una cancellata in ferro battuto, è in un sobrio stile classicheggiante. Essa ha paramento murario in mattoni ed elementi decorativi (cornicioni, lesene corinzie, timpani) in travertino ed intonaco chiaro. In corrispondenza di ciascuna delle tre navate interne, si apre un portale, dei quali il maggiore è il più ampio. Nella parte superiore, terminante con un timpano triangolare sormontato da una croce, vi è il rosone circolare, chiuso da una vetrata policroma raffigurante Sant'Elena.
Internamente, la chiesa si presenta in stile neopaleocristiano, con pianta basilicale a tre navate separate da due file di archi a tutto sesto poggianti su colonne, e terminanti ciascuna con un'abside semicircolare. La volta della navata maggiore è a capriate lignee, mentre quella delle due minori è a crociera. Nel 1930, vennero dipinti da Ettore Ballerini gli affreschi dell'arco trionfale (Evangelisti) e dell'abside centrale (Invenzione della Croce); l'attuale assetto dell'area presbiterale risale agli inizi degli anni 1980: al centro vi è l'altare maggiore in marmo con alle spalle un crocifisso ligneo; in posizione avanzata, invece, due amboni, dei quali quello di sinistra decorato con due bassorilievi di Italo Celli raffiguranti il monogramma della parrocchia e il Leone di san Marco, realizzato nel 2014 e facenti parte di un più ampio programma di decorazione dei due amboni.
L'organo a canne, situato in corpo unico a pavimento nell'abside, venne costruito nel 1908 da Carlo Vegezzi-Bossi per la cappella di palazzo Piombino a Roma, allora residenza di Margherita di Savoia; trasferito nella chiesa nel 1926, è stato successivamente modificato e ampliato da Mario Strozzi nel 1958. A trasmissione elettrica, dispone di 18 registri su due manuali e pedale.

## Collegamenti
|  | È raggiungibile dalla stazione Sant'Elena. |